# Order Aghdas

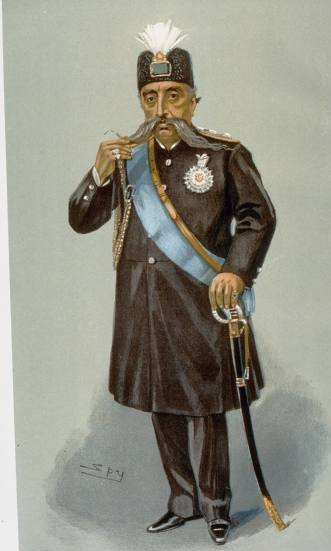
Karykatura Mozaffar ad-Din Szah Kadżara udekorowanego Orderem Aghdas

Order Aghdas (pol. Order Najświętszy, pers. ‏Neshān-e Aqdas نشان اقدس‎) – cesarski order ustanowiony w 1870 przez perskiego szacha Naser ad-Dina Kadżara. Istniały trzy klasy tego odznaczenia, z których pierwsza podzielona była na dwa stopnie. Miało ono wygląd 12-ramiennej gwiazdy zwieńczonej koroną Kadżarów. W jej środku umieszczono wizerunek lwa oraz słońca i bogato zdobiono diamentami i rubinami. Nadawany był w dwóch różnych odmianach, dla Persów (sardār) oraz dla cudzoziemców (neshān). Wycofany został po upadku dynastii Kadżarów w 1925 roku.

## Historia
Według autorów Encyclopædia Iranica Order Lwa i Słońca stał się najważniejszym odznaczeniem państwowym za panowania szacha Nasera ad-Dina (1848-1896), ponieważ został uzupełniony o trzy nowe klasy Aghdas. Jednak inni autorzy traktują je jako oddzielne odznaczenie Order Aghdas, umieszczone w precedencji perskich nagród poniżej Orderu Portretu Przywódcy Wiernych, a powyżej Orderu Lwa i Słońca.

## Podział na klasy
- Aghdas (Najświętszy, I klasa)
  - I stopień – dla zagranicznych głów państw i szacha,
  - II stopień – dla perskich książąt, premierów i generalnych gubernatorów najważniejszych prowincji
- Ghods (Świętszy, II klasa) – dla ambasadorów, ministrów stanu, dowódców armii i dygnitarzy o podobnym statusie,
- Moghaddas (Święty, III klasa) – dla ministrów, gubernatorów i innych ważnych urzędników o podobnym znaczeniu[5].

## Insygnia
Insygnia orderu składały się z odznaki oraz wstęgi orderowej o wyglądzie szerokiej szarfy. Wstęgę zawieszano z prawego ramienia do lewego boku, a odznakę przypinano do lewej piersi.

### Odznaka
Odznaka miała wygląd 12-ramiennej gwiazdy. W szczelinach pomiędzy każdym ramieniem umieszczono pięcioramienne gwiazdki. W centrum znajdował się dysk z okrągłą, emaliowaną w kolorze srebrnym ilustracją lwa z mieczem w przedniej łapie i wschodzącym słońcem z małą koroną. Centralny medalion otoczony był przez trzy pasy diamentów. Na szczycie odznaki znajdowała się Korona Kiani z pióropuszem o trzech piórach.
Średnica gwiazdy w I klasie miała 12,5 cm, a wysokość odznaki, wraz z ozdobioną pióropuszem koroną, wynosiła 18,5 cm. W II klasie wymiary te wynosiły odpowiednio 12 cm i 17 cm, a w III klasie – 10,2 cm i 13,3 cm.
Odznaka była inkrustowana diamentami na całej swojej powierzchni, a wielkość i liczba kamieni szlachetnych zmniejszała się wraz z klasą odznaczenia; w II klasie pióropusz nie był zdobiony diamentami, a III klasa nie miała pióropusza w ogóle.

### Wstęga
Wstęga w I stopniu I klasy miała kolor niebieski, w II stopniu I klasy – zielony z wąskimi niebieskimi paskami, w II klasie – zielony z czerwonymi paskami, a w III klasie – czerwony z zielonymi paskami.

## Odznaczeni
- Naser ad-Din Szah Kadżar – Neshān-e Aghdas (1870)[9]
- Qahraman Mirza – Neshān-e Aghdas (1895)[10]
- Mohammad Ali Szah Kadżar – Neshān-e Aghdas (1907)[11]
- Shahzada ‘Abu’l Husain Mirza – Neshān-e Aghdas (1915)[12]
- Hassan Pirnia – Neshān-e Aghdas (1915)[13]
- Reza Chan Mirpandż – Neshān-e Aghdas (1923)[14]
- Khaz'al al-Ka'bi – Sardār-e Aghdas (1920)[15]